# Liste d'hôtels de ville français à clocheton étroit
Le clocheton d'une mairie est un petit clocher ou une petite tourelle à usage fonctionnel (pour abriter une cloche d'alarme) ou à vocation esthétique et décorative surmontant l'édifice. Certains clochetons ont la particularité d'être particulièrement effilés et élégants.
Cette énumération exclut les bâtiments à clocheton plus trapu ou massif, voire à tour plus imposante comme un beffroi (celui de Ham, par exemple).
Cette liste par départements n'est pas exhaustive.

## Aisne

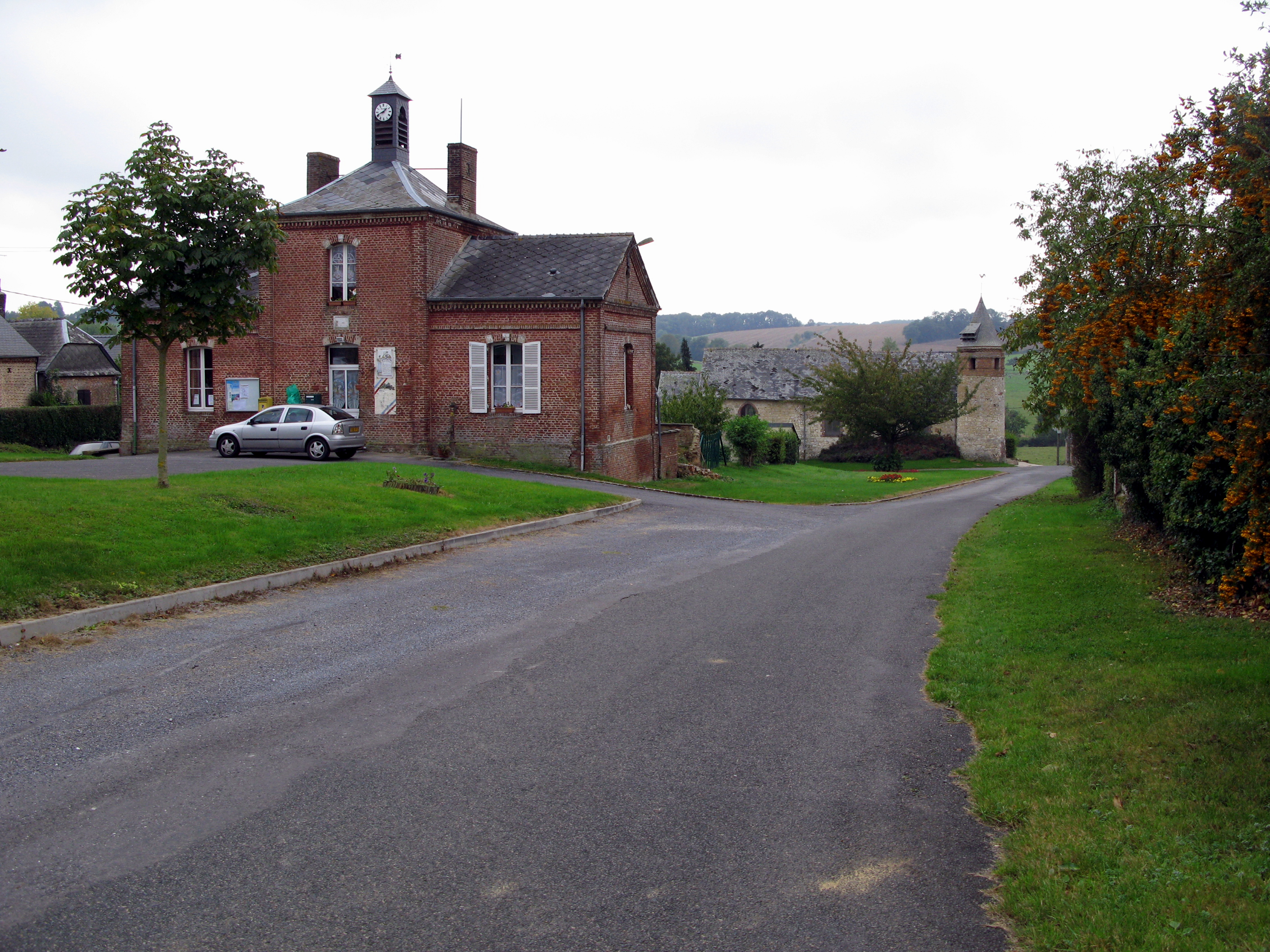
Houry
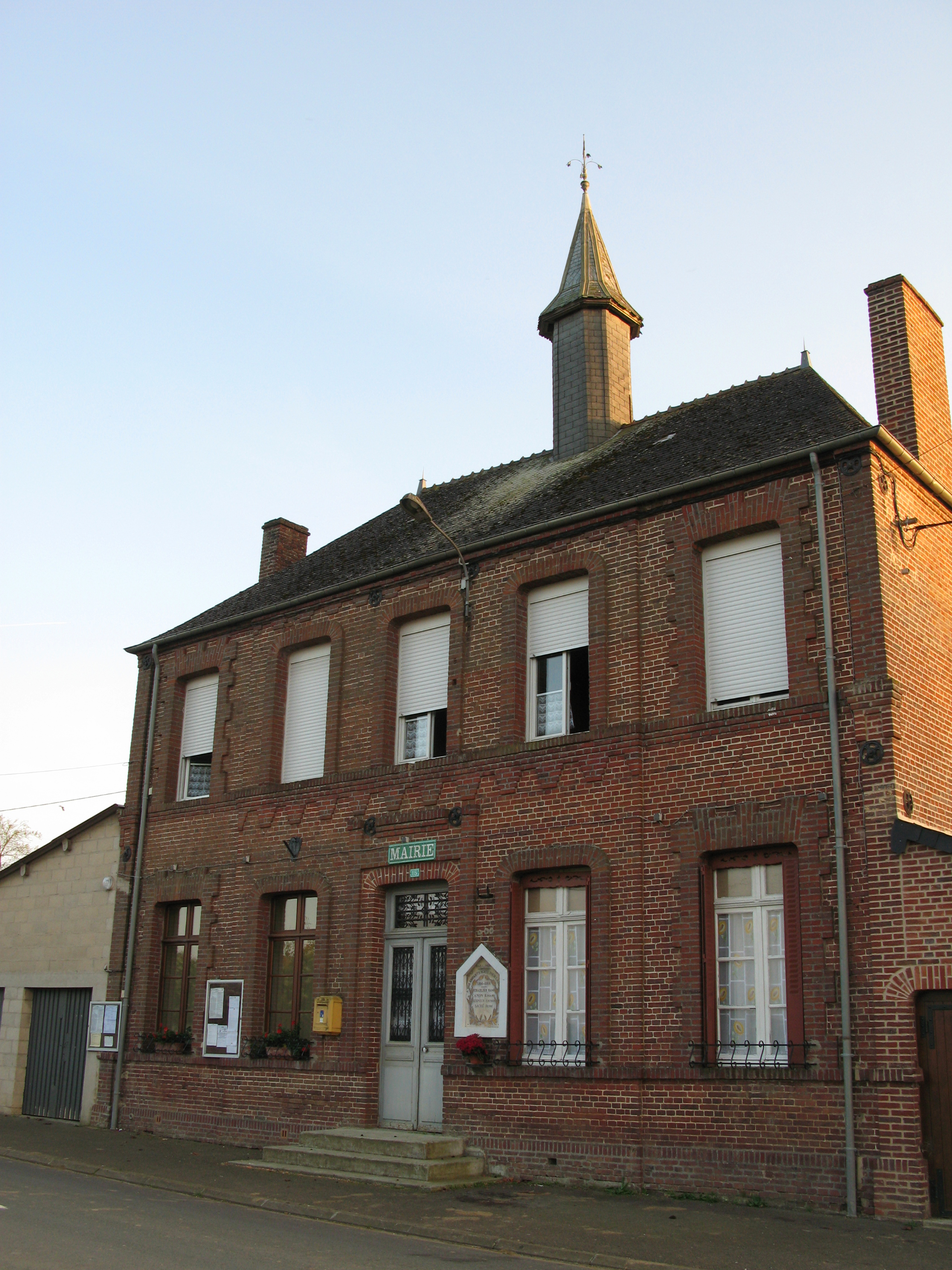
Raillimont

- Houry
- Raillimont

## Ardennes
- Mainbressy, commune de Rocquigny

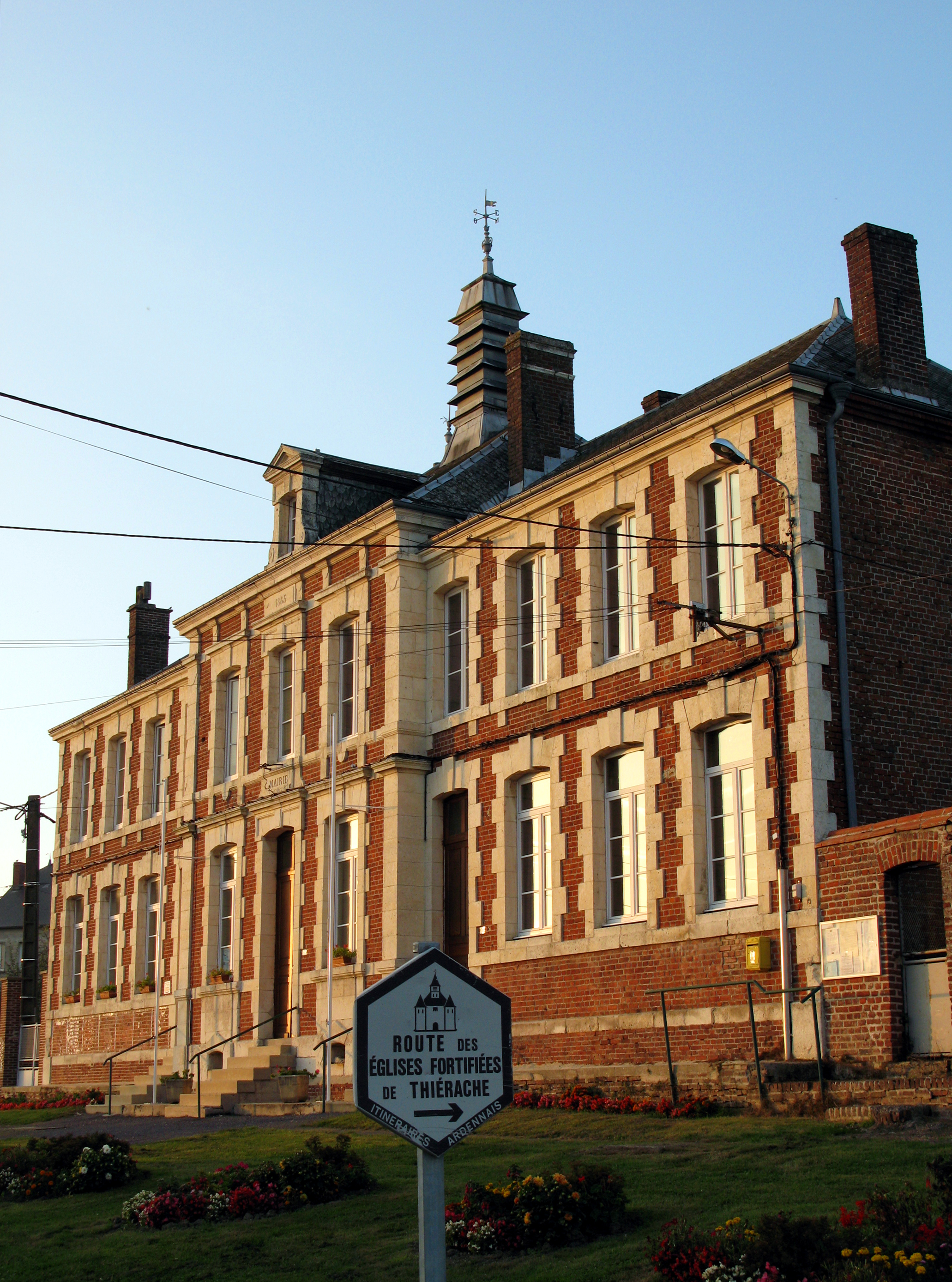
Mainbressy

## Marne

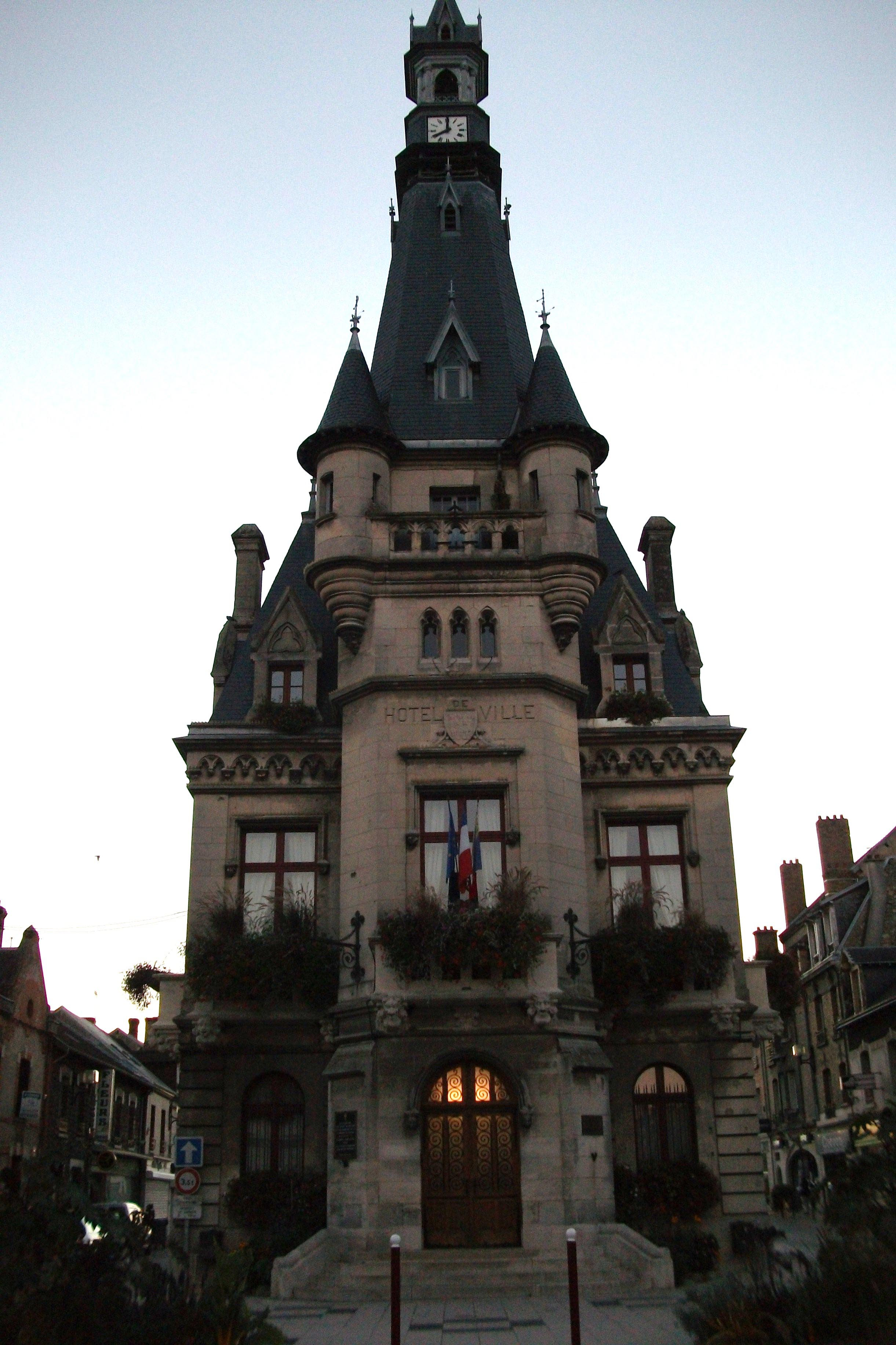
Fismes.
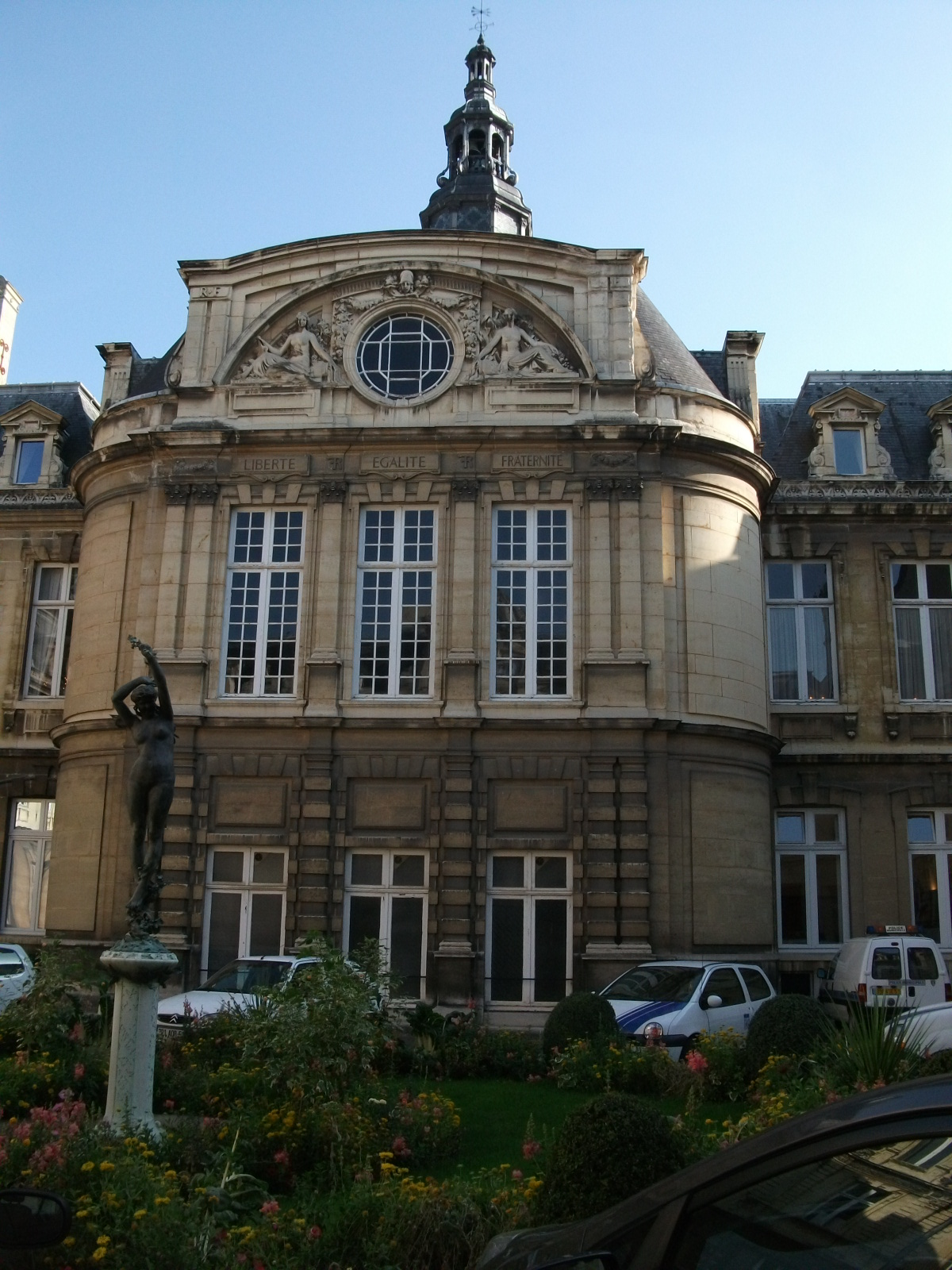
Reims.

- Fismes,
- Hôtel de ville de Reims.

## Nord

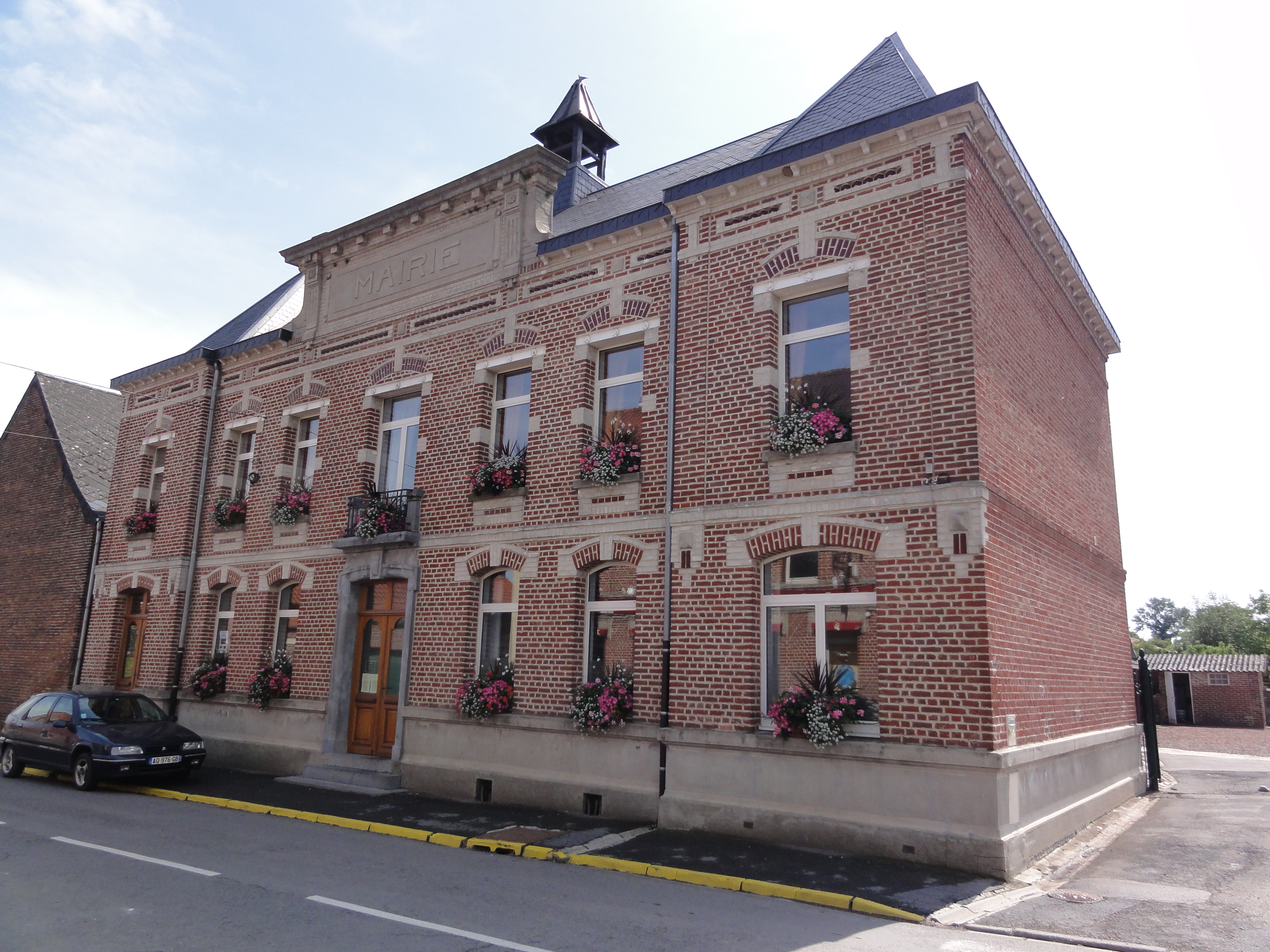
Marie de Sepmeries

- Sepmeries

## Oise

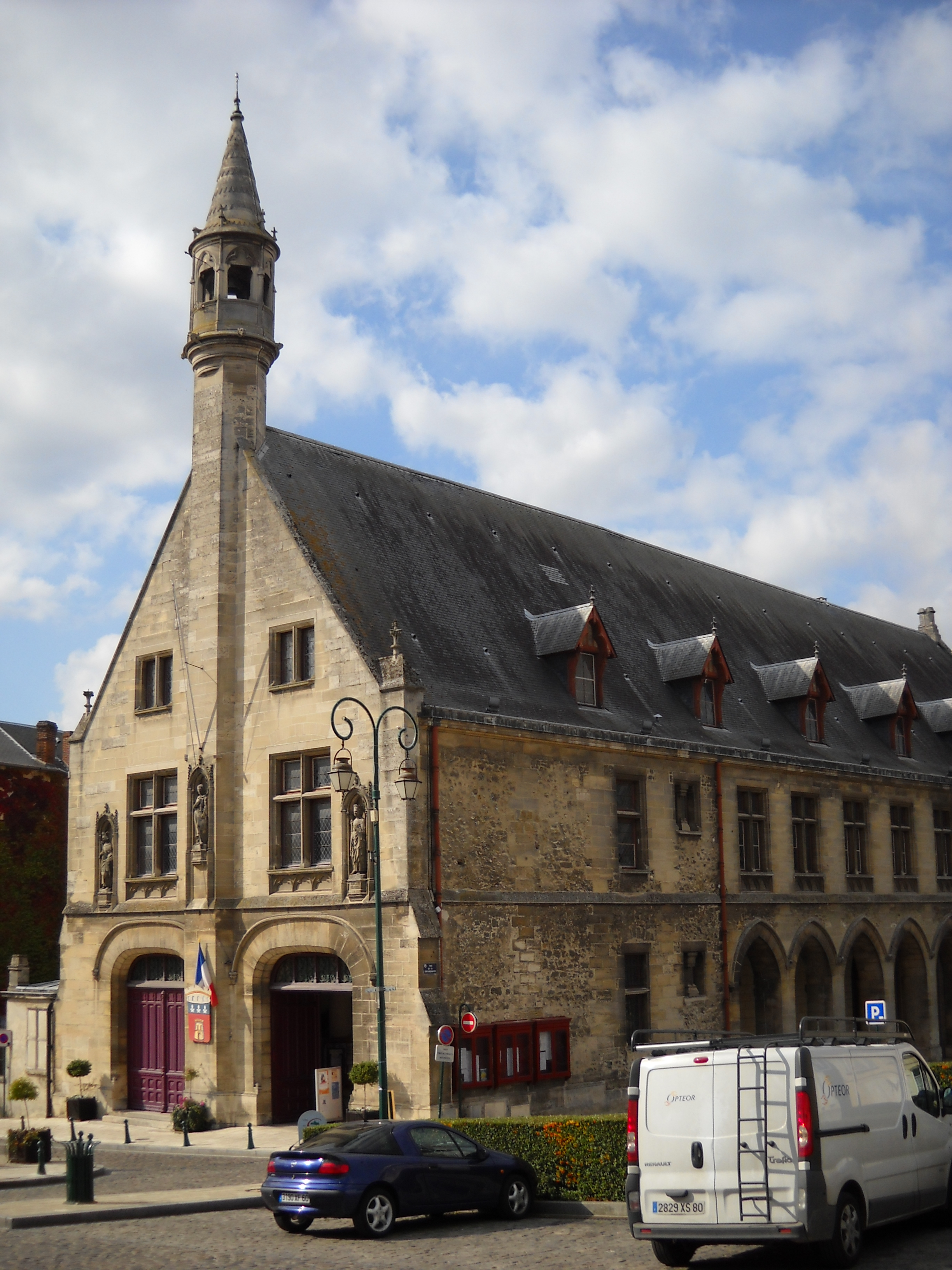
Clermont-de-l'Oise

- Clermont-de-l'Oise

## Somme
- Beaucamps-le-Vieux
- Épagne-Épagnette
- Fressenneville
- Hôtel de ville de Doullens
- Ham
- Nesle
- Oisemont
- Péronne
- Roisel
- Rosières-en-Santerre
- Villeroy

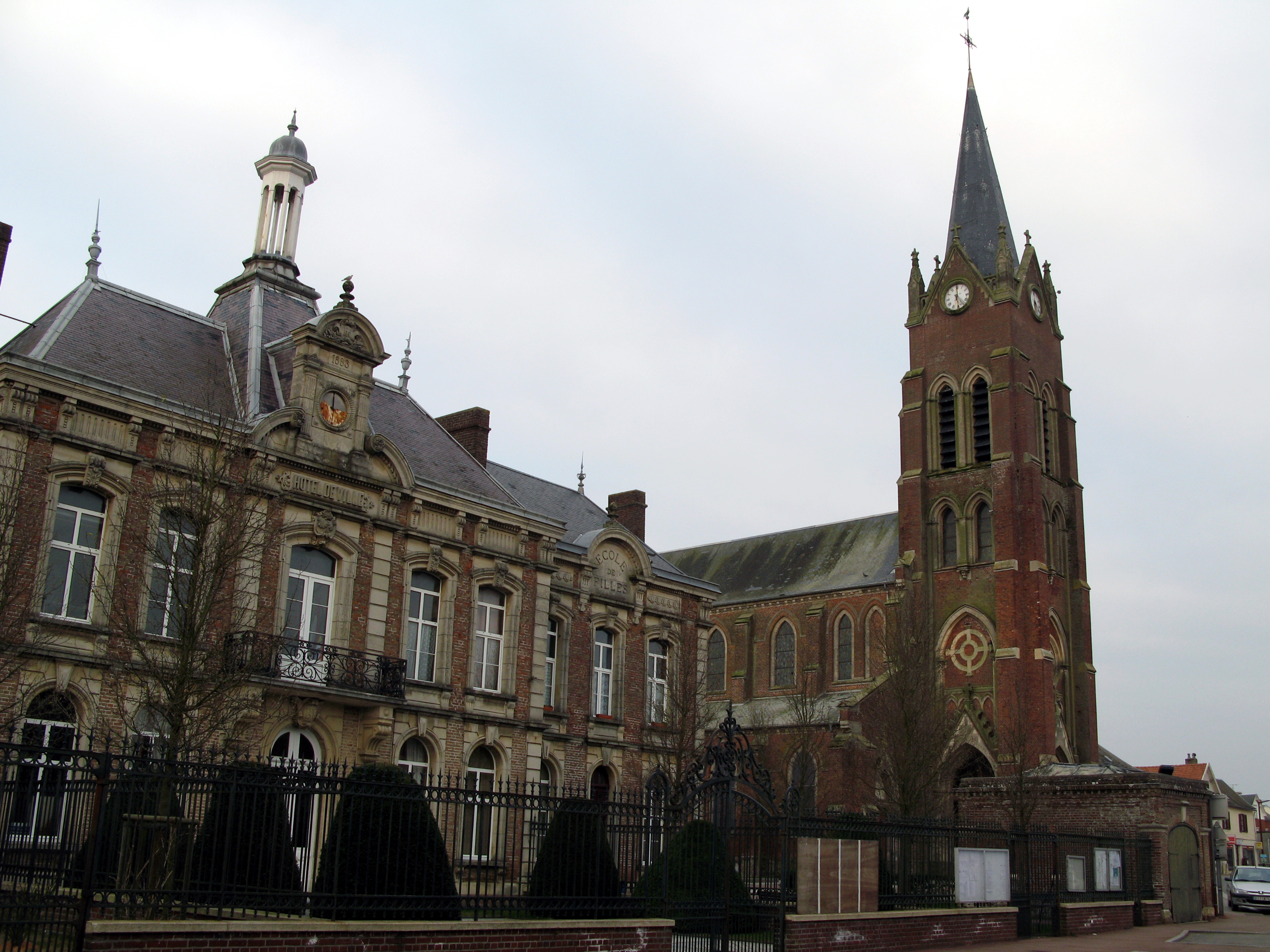
Mairie de Beaucamps-le-Vieux.
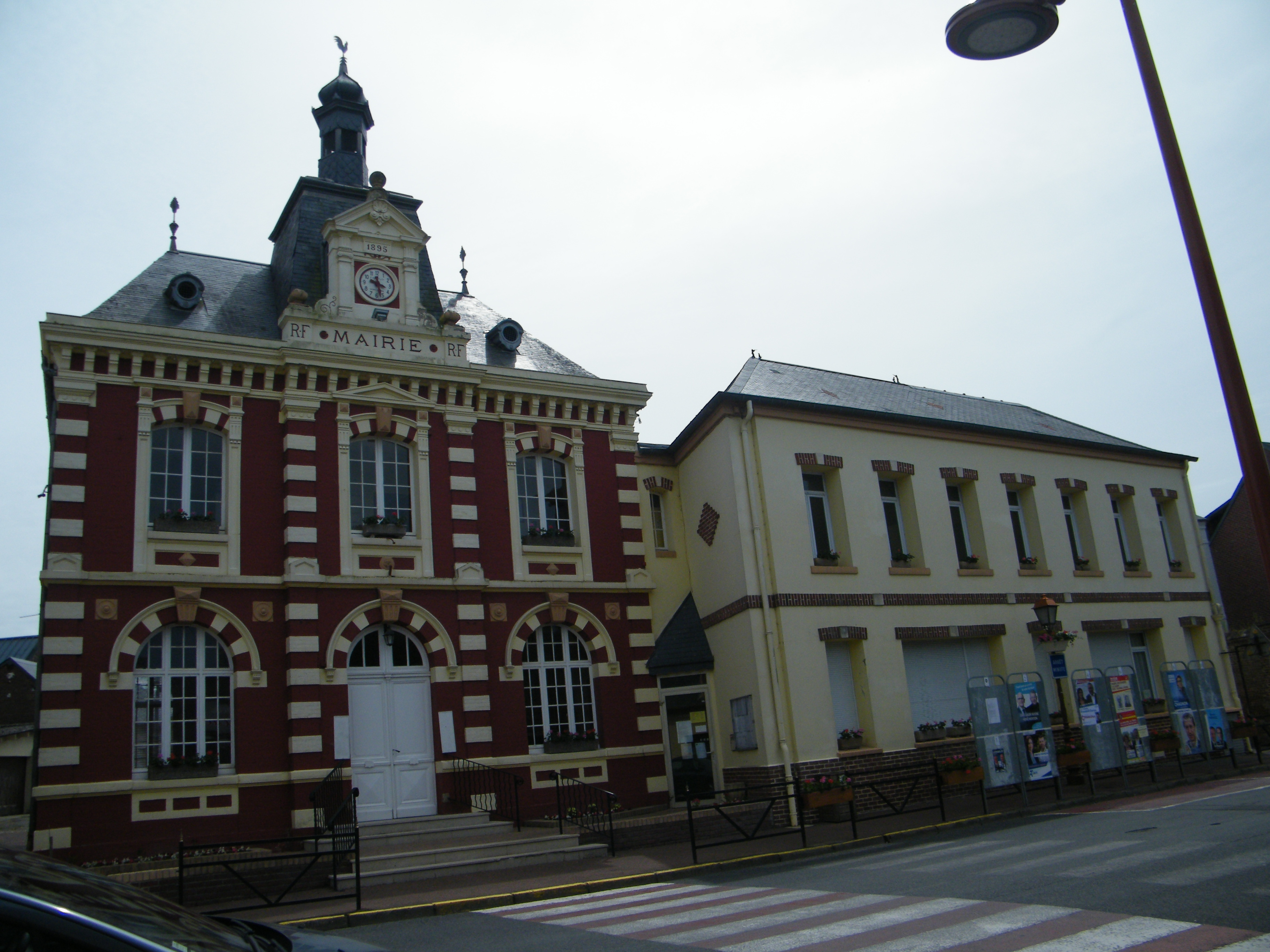
Mairie de Fressenneville.
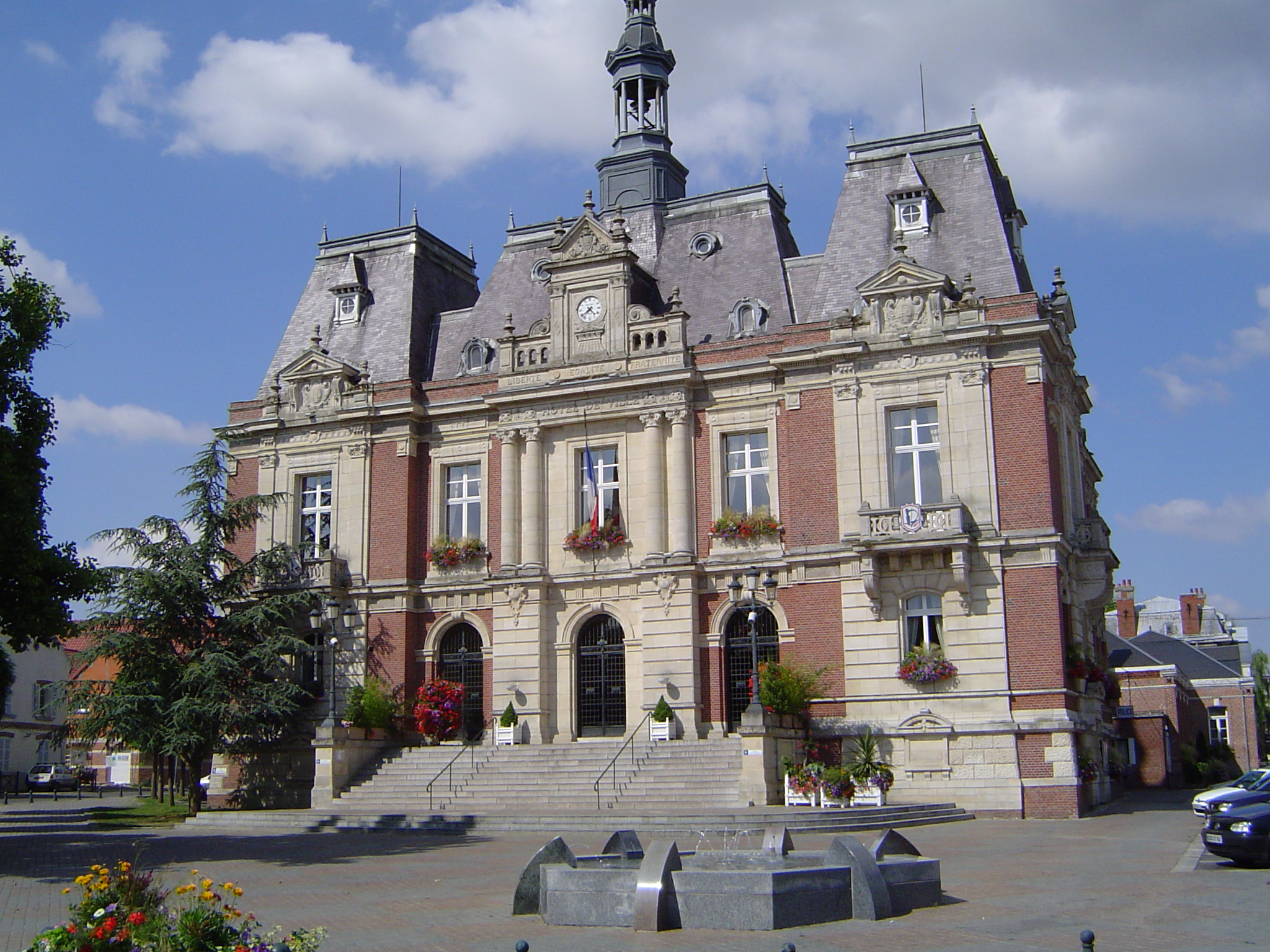
Hôtel de ville de Doullens.
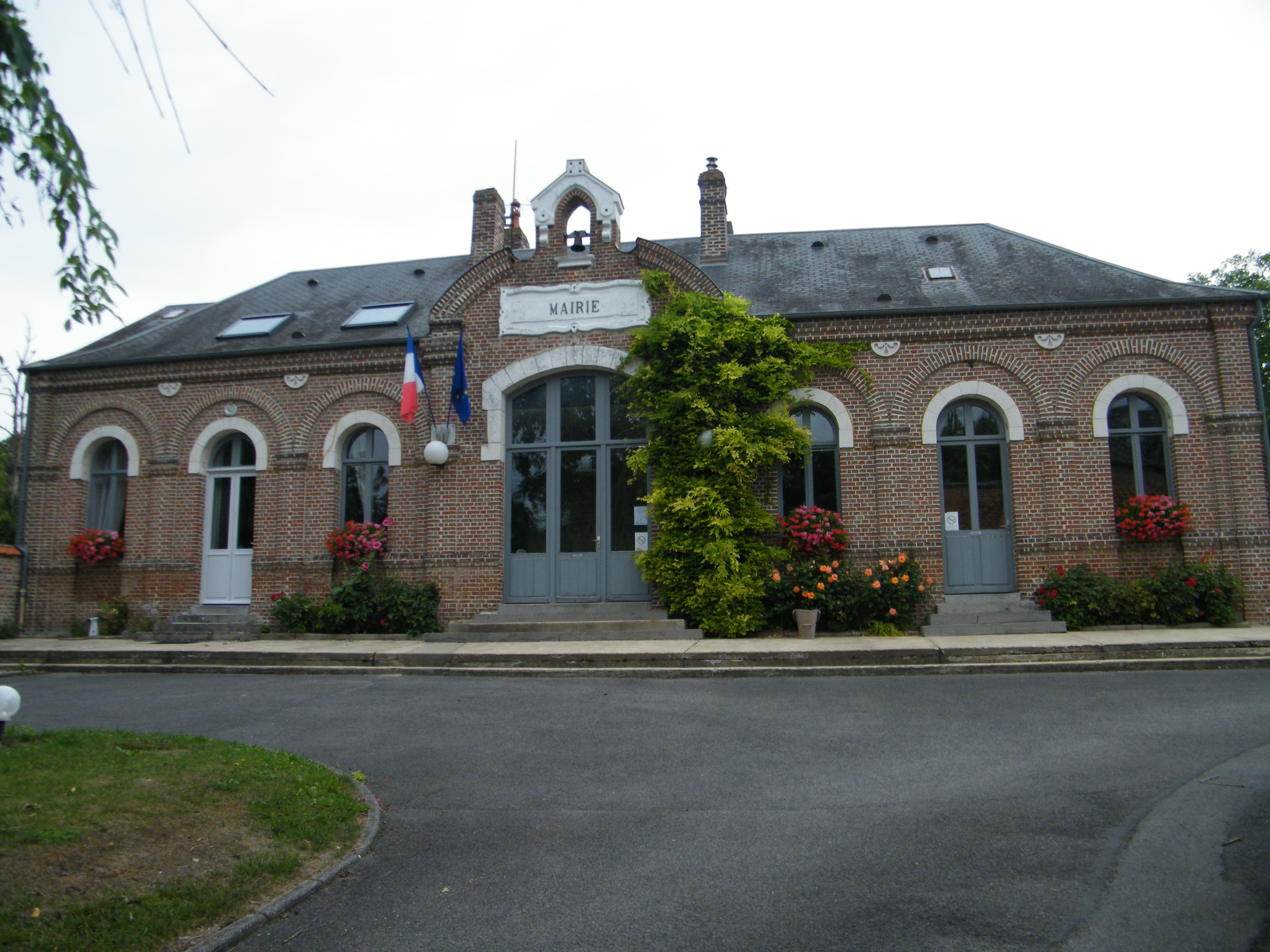
Épagne-Épagnette.
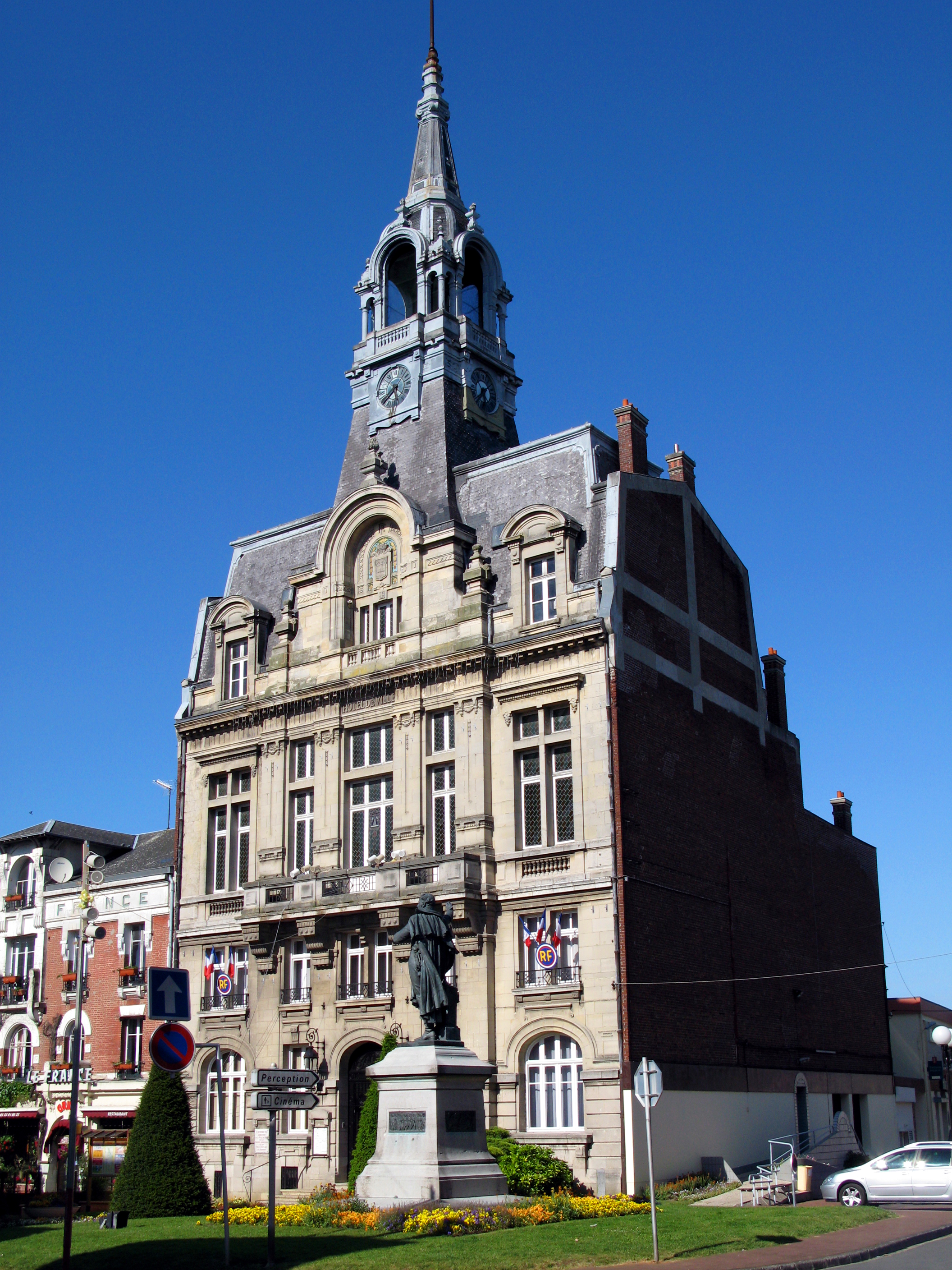
Hôtel de ville de Ham.
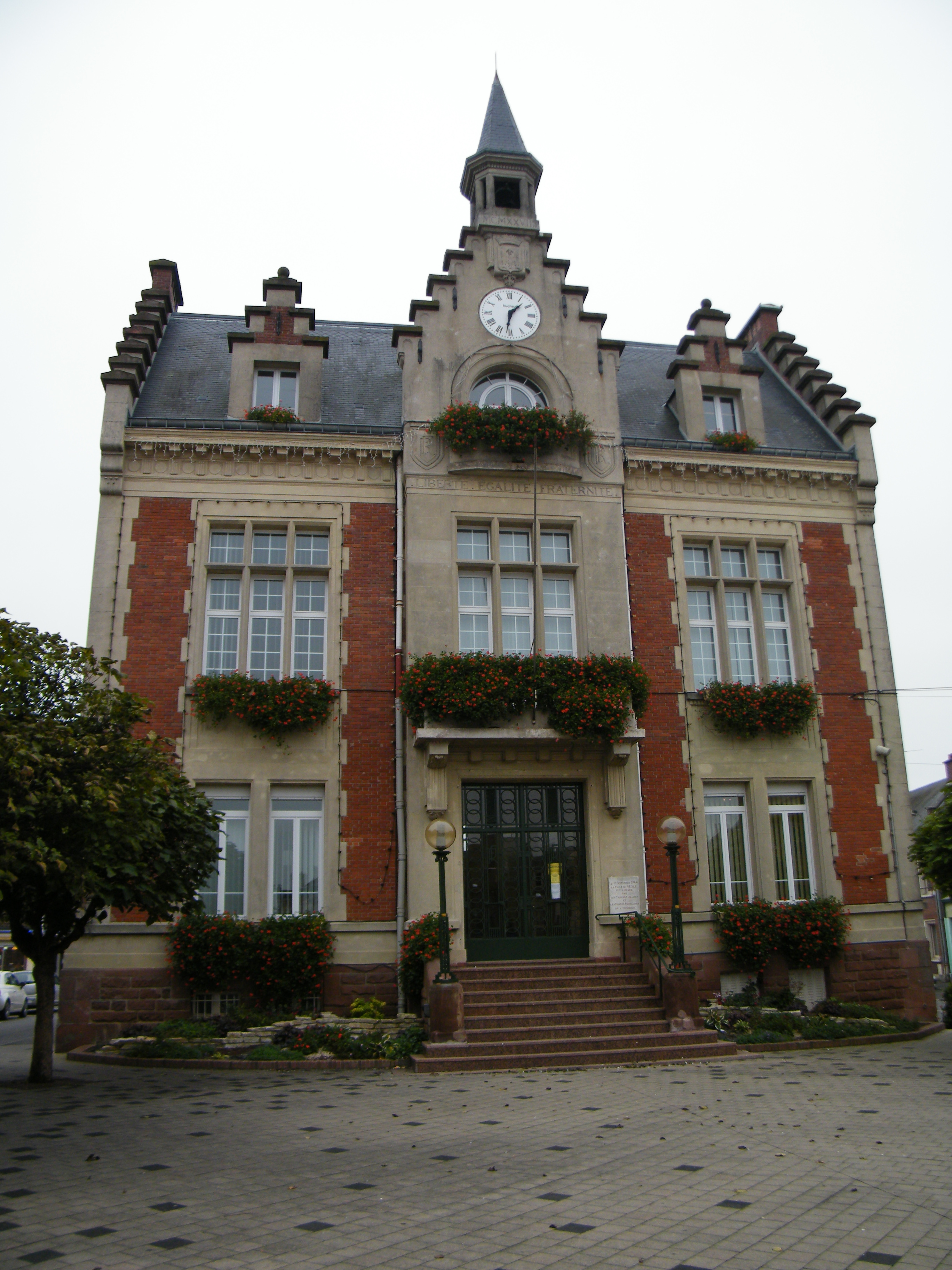
Hôtel de ville de Nesle.
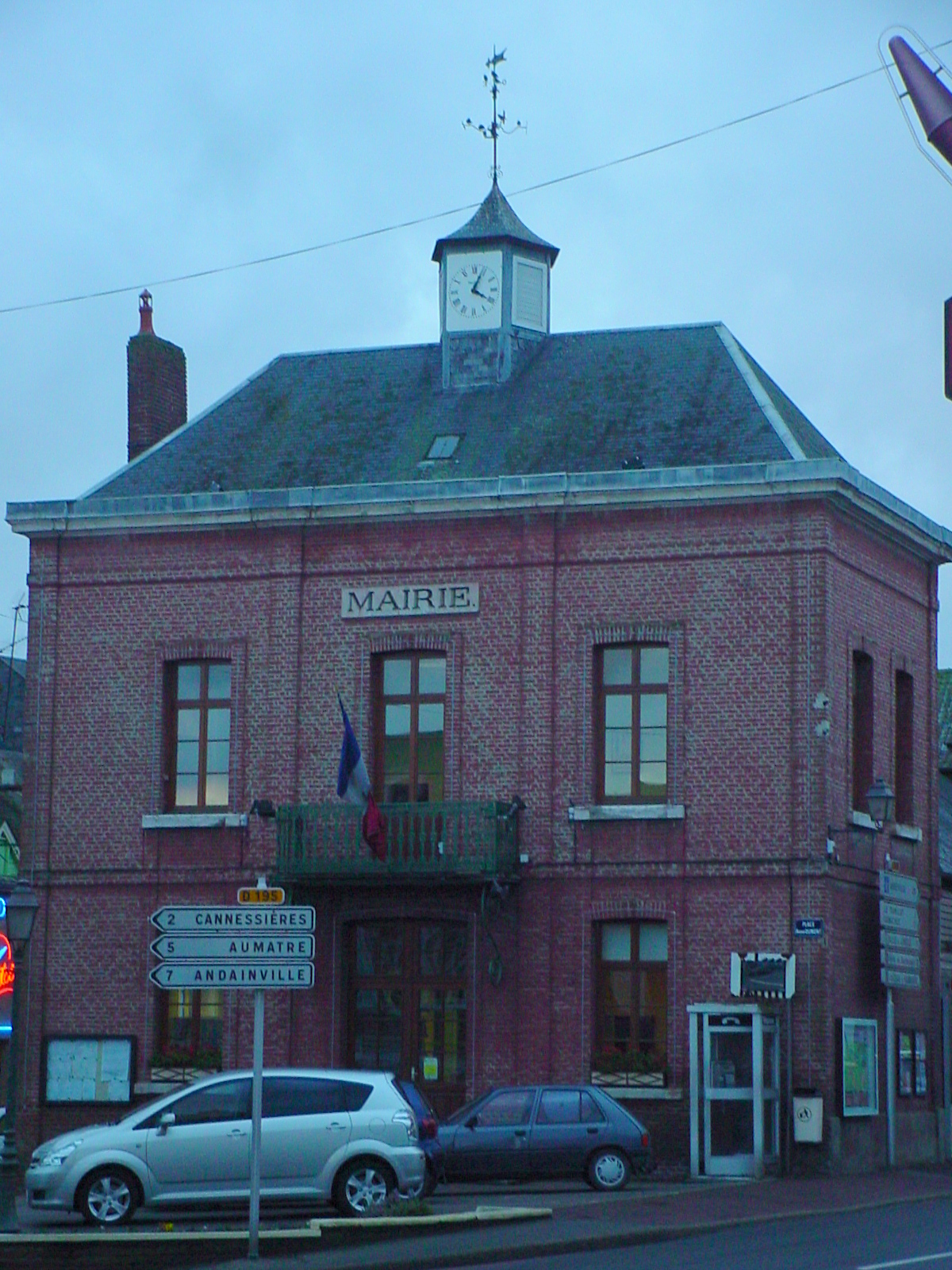
Mairie d'Oisemont.
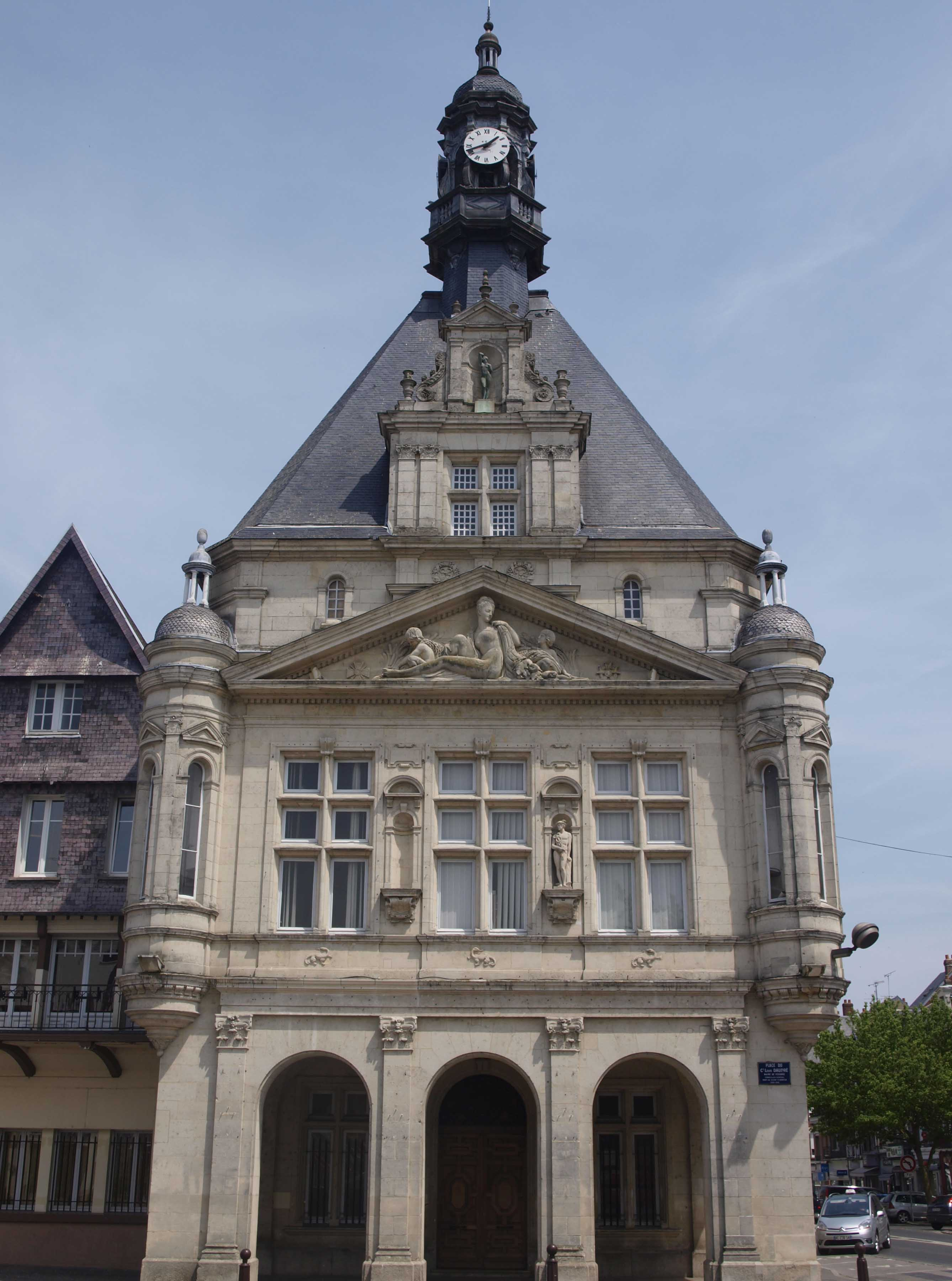
Hôtel de ville de Péronne.
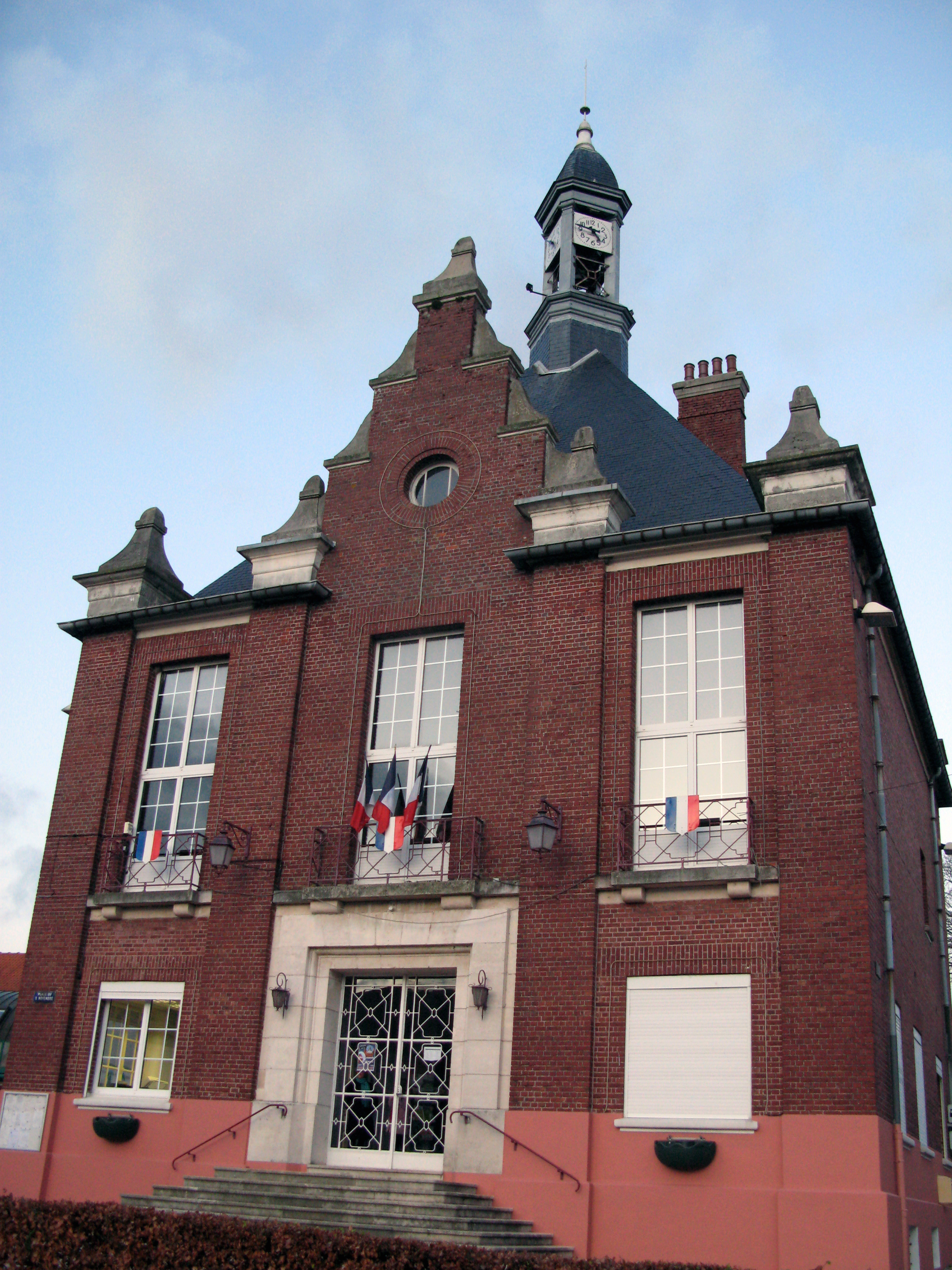
Mairie de Roisel.
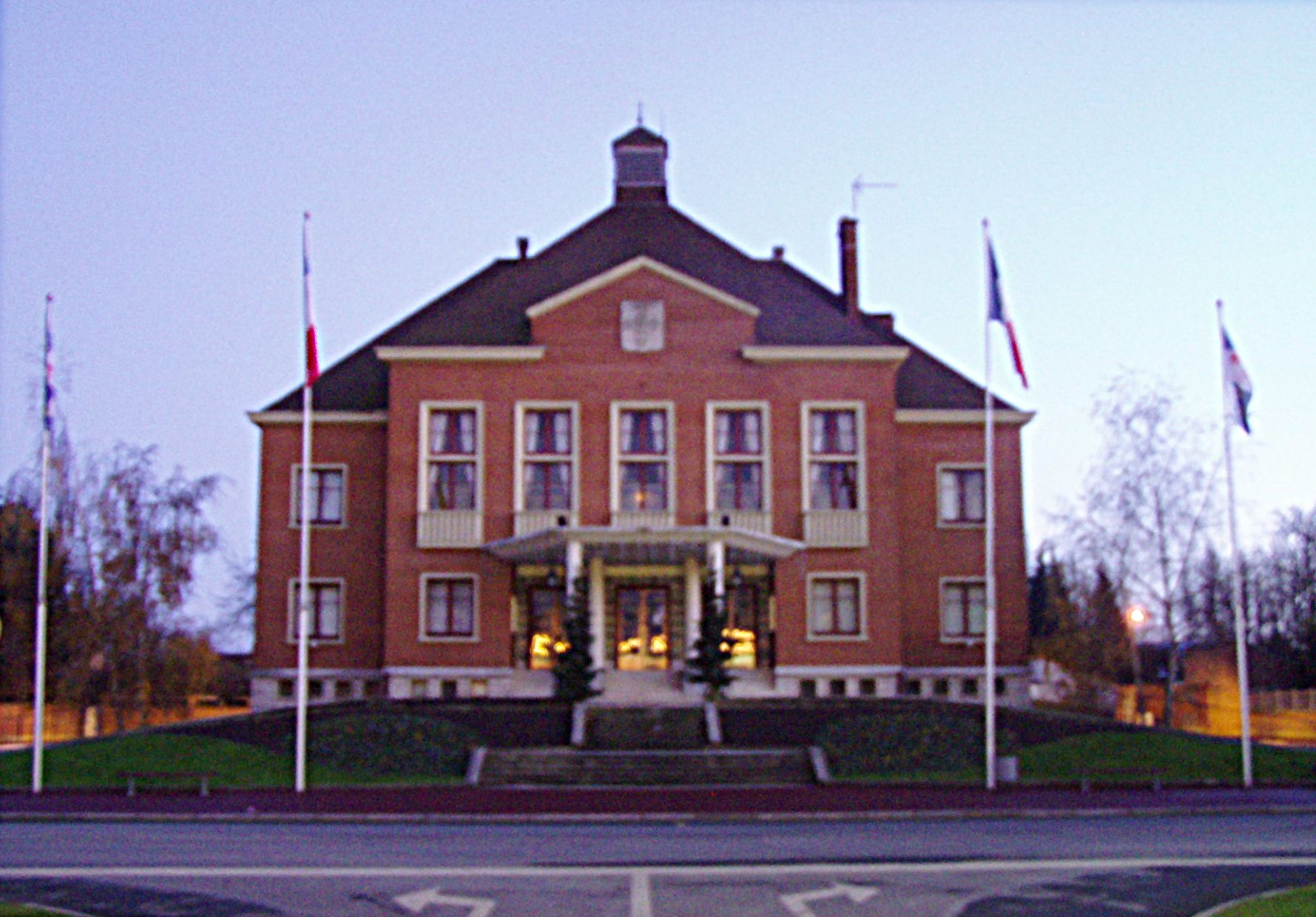
Mairie de Rosières-en-Santerre.
Mairie de Villeroy.

## Seine-et-Marne
- Fontainebleau

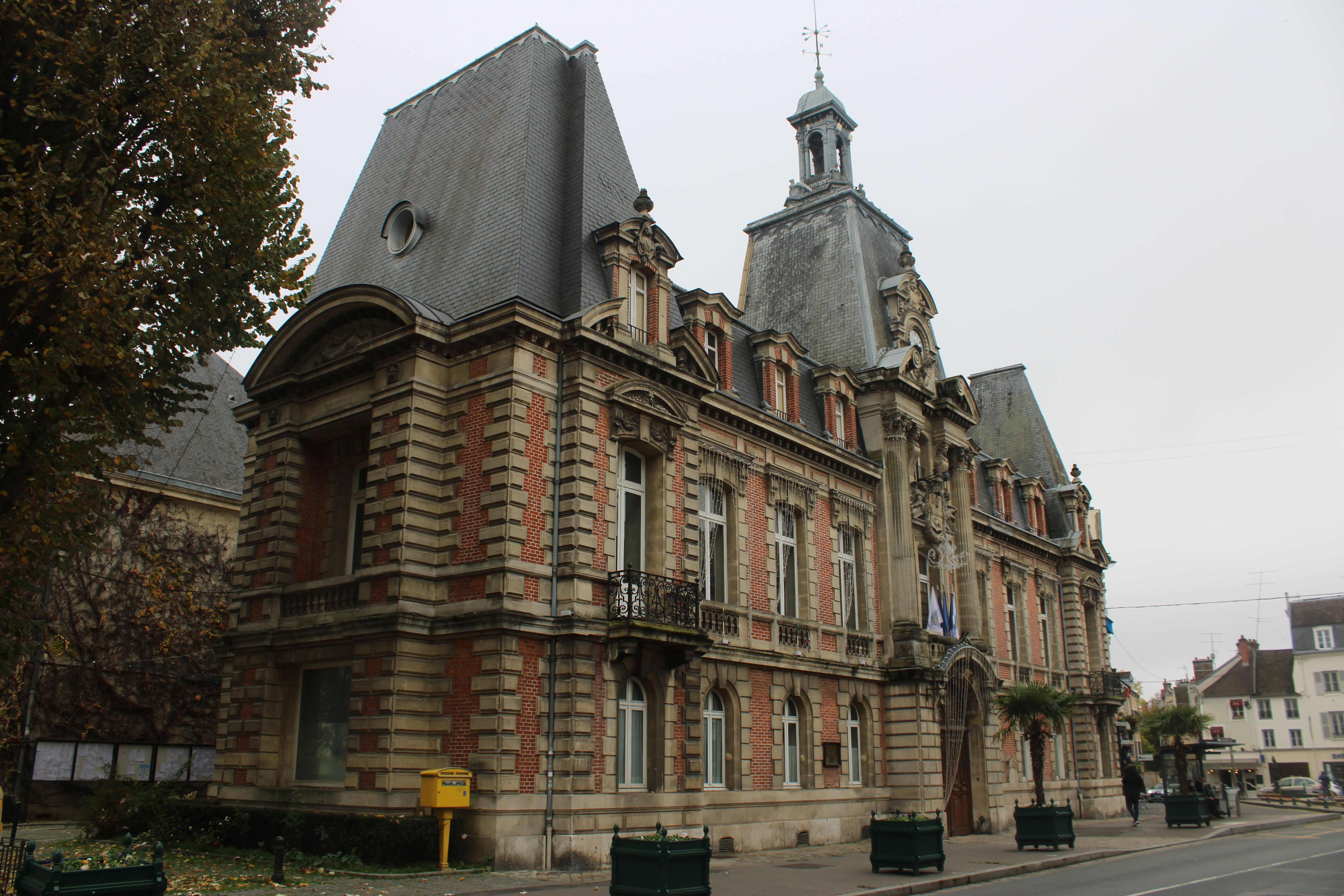
Hôtel de ville de Fontainebleau